# Robert Combas
Robert Combas (Lió, 25 de maig de 1957) és un artista contemporani, pintor, escultor i il·lustrador francès. És l'iniciador, amb Hervé Di Rosa, del moviment artístic de la figuració lliure. El 2012 se li va dedicar una important retrospectiva al Museu d'Art Contemporani de Lió i el 2016 al Fòrum Grimaldi de Mònaco.

## Biografia
Fill d'una família de conviccions comunistes, el 1961 van traslladar-se a Seta on va viure la seva infantesa i adolescència. Va deixar l'escola als 17 anys i de 1975 a 1979 va estudiar a l'École Supérieure des Beaux-Arts de Montpeller.
Malgrat que l'art conceptual dominava la producció artística francesa, Combas va adoptar la visió oposada i es va esforçar per a redefinir l'ús de l'espai, el color i la figuració, es va apropiar dels grans tòpics de l'art i es va obrir a noves possibilitats en el camí cap al retorn a la figuració. A partir de 1977, Combas va pintar la sèrie Batailles i, després, va continuar, entre altres coses, amb les seves apropiacions de la figura de Mickey Mouse. Més endavant va crear «l'art pop àrab», una sèrie d'obres que semblen anuncis de països «subdesenvolupats», marcats amb falses escriptures àrabs, influït per la televisió, el rock, els còmics i el sexe. Combas es va graduar en Belles Arts el 1979 a Saint-Étienne.